# Plaza Colonna

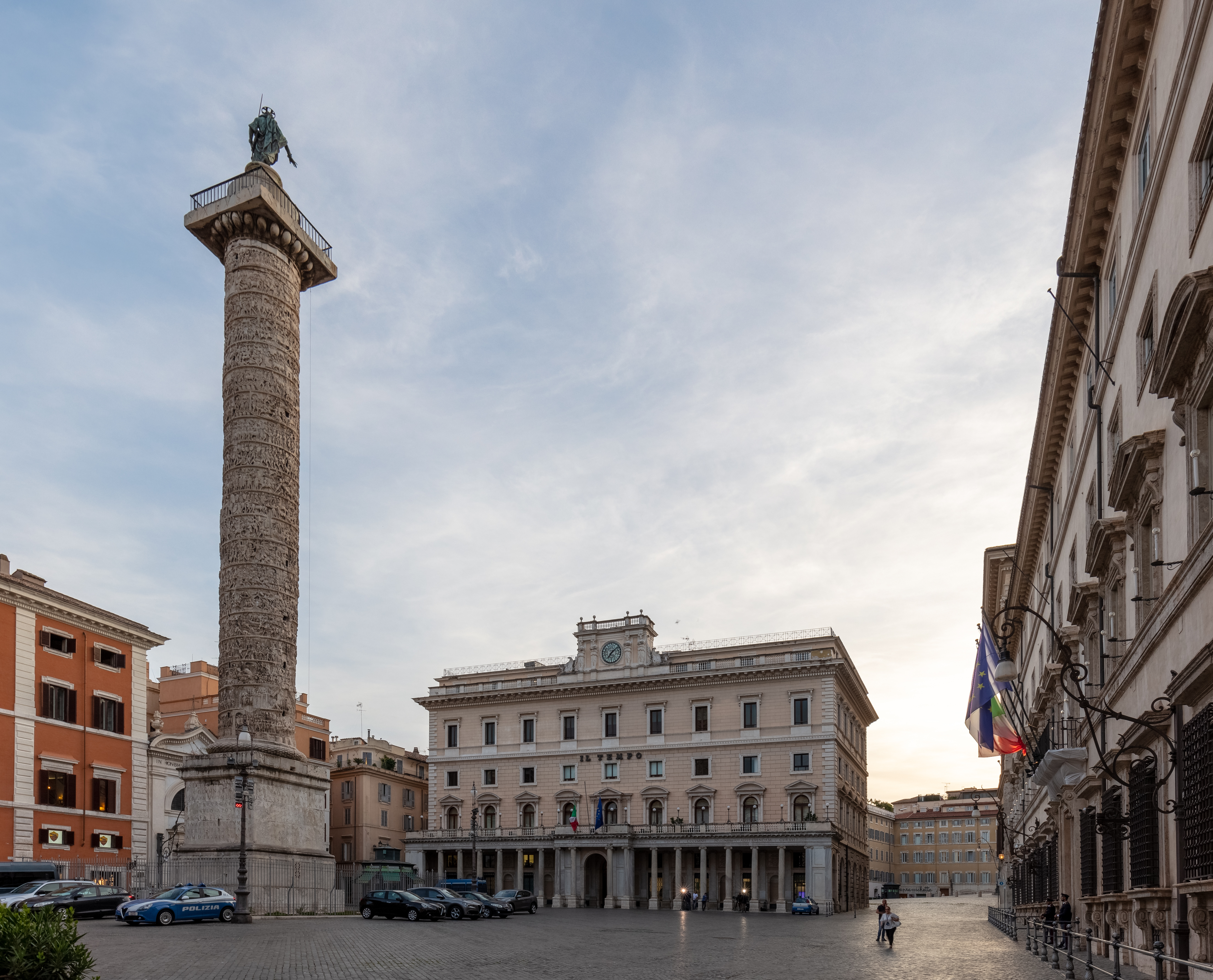
Plaza Colonna.

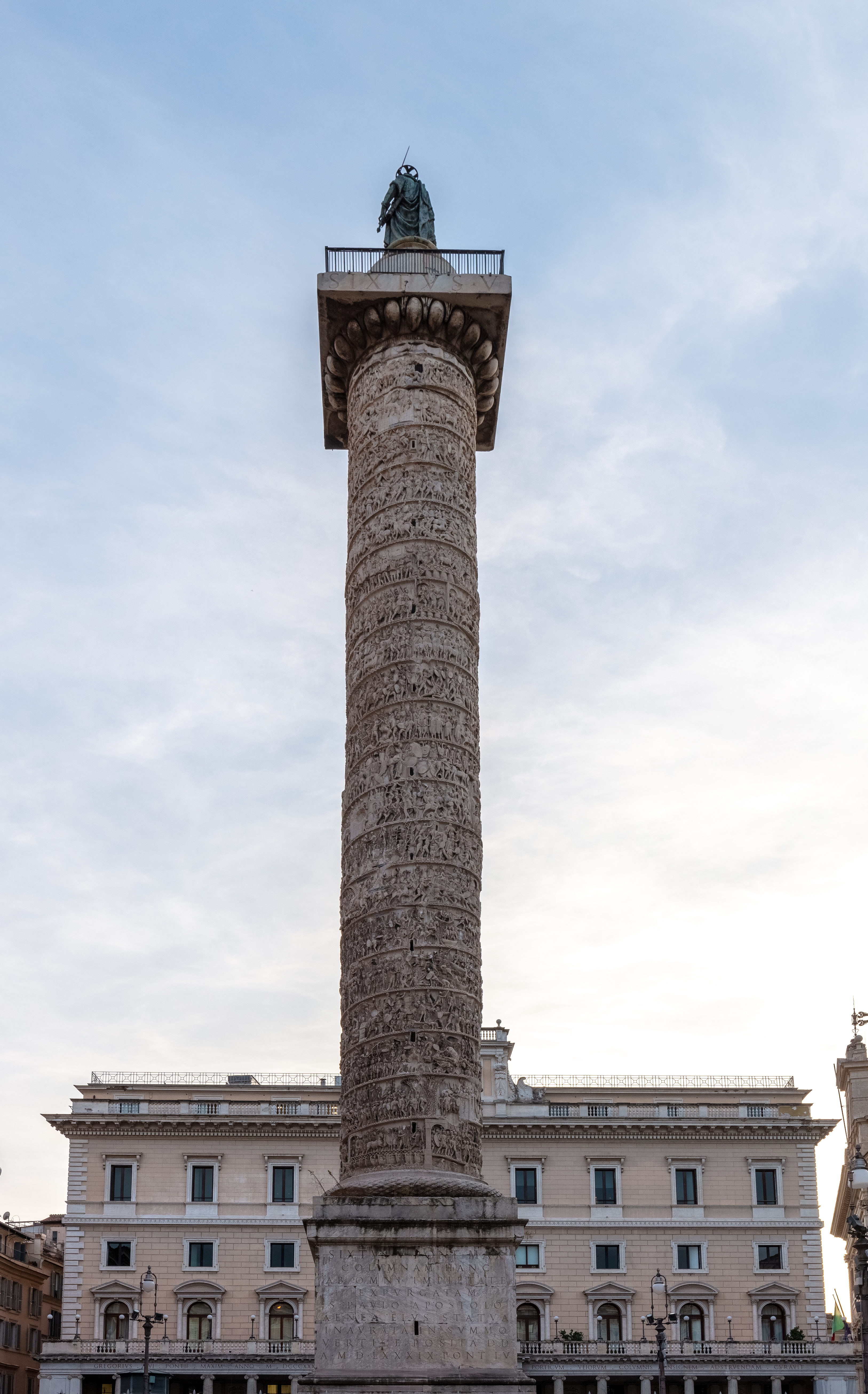
Columna de Marco Aurelio.

La plaza Colonna (en italiano, Piazza Colonna) es una plaza situada en el centro del rione Colonna de Roma (Italia). Data de finales del siglo XVI y recibe su nombre de la marmórea columna de Marco Aurelio que en ella se encuentra (colonna es columna en italiano) desde el año 193. La estatua de bronce de san Pablo que corona la columna fue colocada allí en 1589, por orden del papa Sixto V. 
La plaza fue construida en tiempos del Papa Sixto V, surge sobre la céntrica Via del Corso (la romana Via Lata), que recorre su lado este, de sur a norte; cerca quedan el Panteón y la plaza Venezia.
La plaza es rectangular. Su lado norte está ocupado por el Palacio Chigi, anteriormente embajada del Imperio austrohúngaro, pero hoy es la sede del gobierno italiano. El lado este está ocupado por la Galería Colonna. El sur está ocupado por un flanco del Palacio Ferraioli, anteriormente la oficina de correos papal, y la pequeña iglesia de Santi Bartolomeo ed Alessandro dei Bergamaschi (1731-35). El lado oeste está ocupado por el palacio Wedekind (1838) con una columnata de columnas romanas tomadas de Veyes.
La plaza ha sido un espacio abierto monumental desde la Antigüedad; el templo de Marco Aurelio estuvo en el lugar donde hoy se alza el palacio Wedekind. (TCI)
En la plaza hay una elegante fuente ideada por Giacomo della Porta, que fue ayudado por Rocco De Rossi. Data del año 1577 y fue un encargo del papa Gregorio XIII. En 1830 fue restaurada, y tiene dos grupos de delfines, con las colas entrelazadas, esculpidos por Achille Stocchi, colocados a cada lado de la larga pila. La escultura central fue entonces sustituida con una escultura menor.